# Pożar w Poznaniu (1590)
Pożar Poznania (także: Wielki Pożar) – pożar, który wybuchł 11 czerwca 1590 i zniszczył dużą część Starego Miasta w Poznaniu, zwłaszcza ówczesną dzielnicę żydowską. 
Pożar wybuchł w drewnianym domu Żyda o nazwisku Siekina, który trudnił się w tym czasie wytapianiem wosku. Z uwagi na prawie całkowicie drewnianą zabudowę dzielnicy żydowskiej pożar rozprzestrzenił się błyskawicznie na okoliczne domy, zamieszkałe przez Żydów. W płomieniach stanęły prawie całe ulice: Żydowska, Szewska i Wielka. Bardzo szybko uderzono w dzwony - na ratunek przybyła licznie chrześcijańska ludność miasta, ale z uwagi na obawę rozbojów, Żydzi zatarasowali dostęp do większości domów i uniemożliwili skuteczną akcję gaśniczą. Spłonęło 75 domów żydowskich (m.in. cała ulica Szewska i jedna strona Wronieckiej), Stara Synagoga, jak również niektóre z baszt miejskich, a nawet kilka kramów na Rynku.
Pożar stał się przyczyną wydania przez króla Zygmunta III Wazę specjalnego reskryptu do władz miejskich (z 3 lipca 1590), w którym nakazywał, aby zniszczone ulice odbudowywać wyłącznie z budulca murowanego lub muru pruskiego i kryć je dachówkami. Uregulowanie to wpłynęło na poważny rozwój budownictwa w Poznaniu. M.in. wybudowano po pewnym czasie Nową Synagogę, przylegającą bezpośrednio do Starej. Po zajściach związanych z blokowaniem dostępu do płonących ulic, Żydów z Poznania wypędzono, ale wyjednali oni sobie u króla (za pośrednictwem starosty Andrzeja Opalińskiego i wojewody Stanisława Górki) prawo powrotu, pod warunkiem, że do roku 1592 odbudują swoje domy przy ul. Żydowskiej.
Proces sądowy o spowodowanie pożaru na linii magistrat - Żydzi trwał około roku. Zasądzono ostatecznie, że Żydzi zapłacą 1500 złotych polskich za prawo powrotu. Do kasy magistratu wpłynęła ostatecznie nieco mniejsza suma (około 1200 złotych), gdyż 100 talarów otrzymał starosta Opaliński za pośredniczenie w sprawie, a drugie tyle biskup poznański (prawdopodobnie za podobną usługę). 29 złotych zapłacono za usunięcie gruzu z pogorzeliska, a 24 złote wydano na zakup nowych wiader w celach przeciwpożarowych.